# 13038 Woolston
13038 Woolston eller 1990 EN4 är en asteroid i huvudbältet som upptäcktes den 2 mars 1990 av den belgiske astronomen Eric W. Elst vid La Silla-observatoriet. Den är uppkallad efter Thomas Woolston.
Asteroiden har en diameter på ungefär 5 kilometer och den tillhör asteroidgruppen Telramund.